# Vicinopone conciliatrix

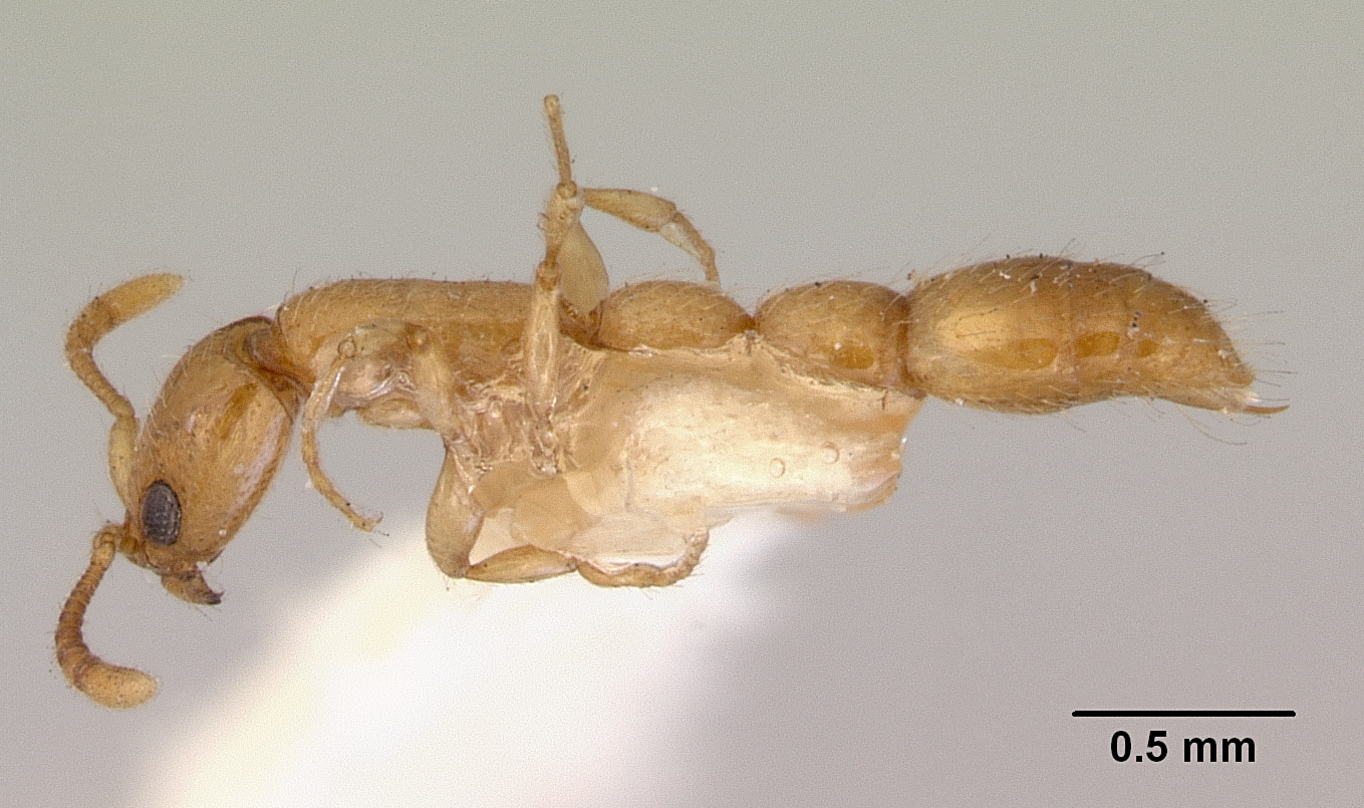

Vicinopone conciliatrix (лат.) — вид муравьёв, единственный в составе рода Vicinopone из подсемейства Dorylinae. Эндемики Африки.

## Распространение
Экваториальная Африка: Габон, Гана, ДРК, Танзания.

## Описание
Мелкие древесные муравьи (около 5 мм) желтовато-коричневого цвета, редко спускающиеся вниз на земляной ярус. Усики 12-члениковые. Оцеллии отсутствуют. Нижнечелюстные щупики очень длинные 3-члениковые, нижнегубные щупики состоят из 2 сегментов.
Вид Vicinopone conciliatrix был впервые описан в 1975 году в составе рода Simopone под первоначальным названием Simopone conciliatrix Brown, 1975. В 2012 выделен в отдельный монотипический род Vicinopone в ходе ревизии понерин Африки, проведённой английским мирмекологом Барри Болтоном (Bolton Barry, Department of Entomology, The Natural History Museum, Лондон, Великобритания) и американским энтомологом Брайном Фишером (Fisher Brian L., Department of Entomology, California Academy of Sciences, Сан-Франциско, Калифорния, США). Первоначально род был включён в состав подсемейства Cerapachyinae. В 2014 году было предложено (Brady et al.) включить его и все дориломорфные роды и подсемейства (Aenictinae, Aenictogitoninae, Cerapachyinae, Ecitoninae и Leptanilloidinae) в состав расширенного подсемейства Dorylinae.